# Judas (sång)
"Judas" är en låt av den amerikanska artisten Lady Gaga. Låten släpptes som den andra singeln ifrån studioalbumet Born This Way den 15 april 2011, vilket var fyra dagar före det utsatta datumet. "Judas" är skriven och producerad av Gaga tillsammans med den svensk-marockanske producenten RedOne.